# 椿椿山

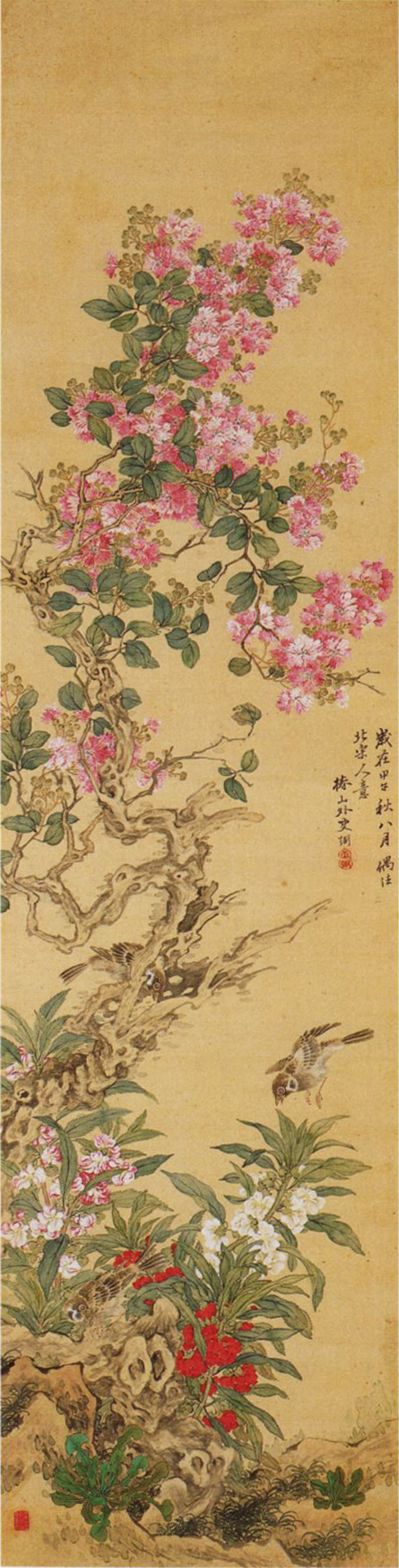
〈花鳥圖〉

椿椿山（日语：／ tsubaki chinzan，1801年7月14日（享和元年6月4日）—1854年8月6日（嘉永7年7月13日）），本名弼，字篤甫，通稱忠太、亮太，號椿山、琢華堂、休庵、四休庵、春松軒、碧蔭山房、羅渓、琢華道人，是日本江戶時代末期的文人畫家。椿椿山擅長花鳥畫及人物畫。